# 萊奧內斯 (蒙蒂霍區)
萊奧內斯（西班牙語：Leones），是巴拿馬的城鎮，位於該國中西部，由貝拉瓜斯省的蒙蒂霍區負責管轄，面積18.7平方公里，海拔高度95米，2010年人口224，人口密度每平方公里12人。